# Forårsfantasi
Forårsfantasi (Deens voor Voorjaarsfantasie) is een compositie van Niels Gade. De tekst is van Edmund Lobedanz. Gade schreef het werk voor twee sopranen, 1 tenor, 1 bariton, piano en orkest. Er verscheen ook een versie voor diezelfde solisten en piano. Gade schreef het werk als verlovingscadeau (verloving op 9 april 1851) voor zijn aanstaande vrouw Emma Sophie Hartmann. Vlak daarna schreef hij zijn huwelijkscadeau Symfonie nr. 5, ook met piano (destijds een nieuwtje).
De fantasie bestaat uit drie delen:
- Allegro moderato e sostenuto
- Allegro molto e con fuoco
- Allegro vivace

Het werk was ten tijde van componeren populair, maar raakte al snel in vergetelheid.

## Discografie
Het werk verscheen in 1980 via EMI Group, vervolgens bij Dacapo en Naxos, bij beide laatste uitgaven leidde Michael Schønwandt het Orkest van Tivoli. 